# Familia Arcoíris

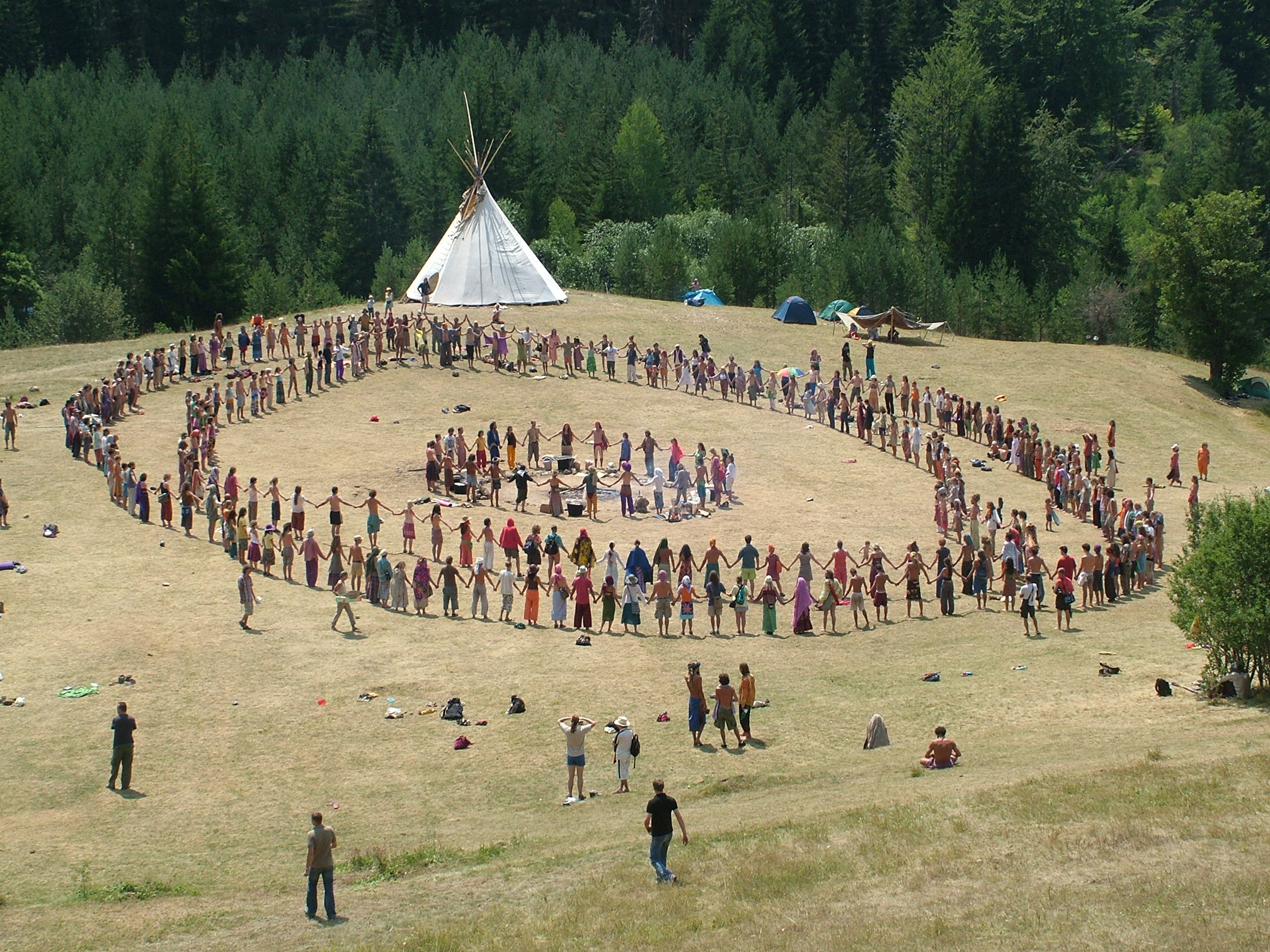
Encuentro Arcoíris de 2007 en Bosnia.

La Familia Arcoíris o Familia del Arcoíris (en inglés: Rainbow Family of Living Light o simplemente, The Rainbow Family) son un grupo de personas comprometidas a valores de no violencia e igualitarismo no jerárquico. Desde que se fundó en 1972 en Estados Unidos, la Familia Arcoíris ha realizado encuentros anuales la primera semana de julio todos los años. Esto ha dado lugar a los Encuentros Arcoíris (Rainbow Gatherings), eventos no comerciales, siendo bienvenidos todos quienes quieran asistir pacíficamente para compartir la experiencia de convivencia comunitaria en un entorno esencial y en comunión con la naturaleza. Los liderazgos son autogestionados y compartidos, en pro del bien común del encuentro. Tradicionalmente, los encuentros se realizan por el lapso de un ciclo lunar de luna nueva a luna nueva (28 días) con un enfoque especial el día de la luna llena en el cual los asistentes realizan varias actividades enfocadas hacia la paz mundial.
La Familia Arco Iris que nace y se consolida en Estados Unidos, se replica en muchos otros países de todos los continentes, organizándose por países o regiones. Cada familia tiene sus propios materiales, gestión económica y acuerdos internos, intentado estar unidas o correlacionadas con el resto de familias mundiales. 
Algunas personas toman la experiencia de peregrinar de un encuentro a otro durante un tiempo por la paz mundial.

## Valores principales

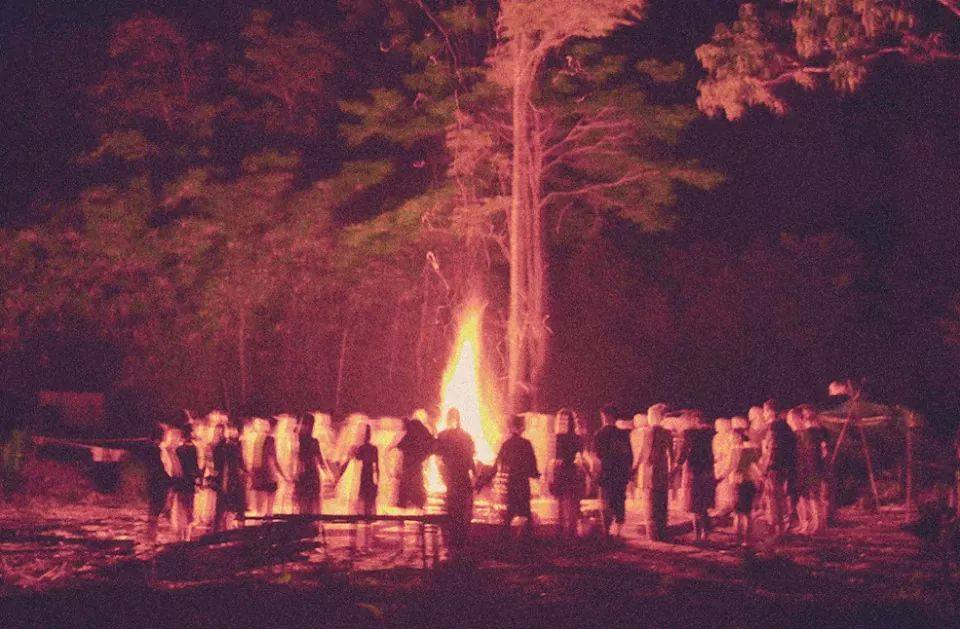
Encuentros Arcoíris en Borneo (Indonesia), celebrando el plenilunio.

La Familia Arco Iris promueve la expresión de toda forma de espiritualidad y fe, en la tolerancia del otro y el respeto de las diferencias. El arcoíris representa la unión de los colores de la humanidad, las razas y las religiones, en un círculo de Luz y Paz. Todos los hijos de la Madre Tierra forman una Gran Familia y por eso se hacen llamar «hermanos y hermanas».
Independientemente de religiones, nacionalidades o cualquier otra etiqueta, condición o circunstancia, cualquier persona, en cualquier lugar puede considerarse miembro de la familia arcoíris y es «bienvenido a casa» a cualquier encuentro que desee asistir o en cualquier comunidad. Cada encuentro y cada comunidad es una oportunidad para acercarse a la Madre Tierra y experimentar lo que es vivir en armonía con los «hermanos y hermanas» de muchos lugares diferentes, juntarse para unirse en el proceso de restablecer la Paz y cuidar la Madre Tierra. 
Todos se convierten en maestros y estudiantes, ya que, viniendo de tantos caminos y pasados, tienen mucho que compartir. 
La Familia Arco Iris de la Luz Viviente se reunió por primera vez en Colorado en 1972. Hoy, hay encuentros por la Paz y la Curación y comunidades/ecoaldeas que siguen la misma filosofía, en los cinco continentes. La Familia Arco Iris no tiene líderes, estructura, voceros oficiales ni documentos oficiales.
Contrariamente a lo que se podría imaginar, no es posible llevar drogas de cualquier tipo, estando también prohibido el consumo de alcohol y drogas sintéticas. También está prohibido llevar armas o equipo. Durante la reunión se prohíbe el comercio. El ingreso de alimentos se deriva de las ofrendas hechas en el llamado «sombrero mágico» por los participantes. La adquisición de alimentos se hace en mercados orgánicos y/o con los productores locales; siendo la cocina común estrictamente vegetariana.
Las reuniones se llevan a cabo generalmente en lugares silvestres, de difícil acceso, a fin de garantizar cierta intimidad para el evento, favoreciéndose la experiencia de «retiro» de las comodidades urbanas y el «encuentro» con la naturaleza a la que pertenecemos. La falta de electricidad y vivienda permanente crea un ambiente especial. Toda la organización, comenzando con la elección del lugar, la disposición de servicios esenciales (cocinas, letrinas, etc.) hasta la limpieza final, es completamente voluntaria. Las decisiones se toman de acuerdo con el método  Decisión de Consenso.
No existe una agenda de encuentros Arco Iris, sino que en cada encuentro se decide dónde y cuándo será el siguiente, mediante un Círculo de palabra que se denomina Consejo de visiones

## Profecías Arco Iris
Desde el relato de varias culturas ancestrales se hace alusión a la aparición de los Guerreros Arco Iris, como una generación sensible a los desequilibrios de la humanidad en su convivencia, cuya responsabilidad devolverá la armonía a nuestras relaciones, abriendo paso a una nueva era con fortaleza en su arraigo en la sabiduría holística de los pueblos originarios.

Cuando la Madre Tierra esté enferma y los animales estén desapareciendo, entonces llegará una tribu con gente de todas las culturas, que creerán en hechos y no en palabras, y ayudarán a restaurar la antigua belleza de la Tierra. Ellos serán conocidos como los Guerreros del Arcoíris
Profecía Hopi

Las diferentes tribus indígenas no se sorprendieron cuando desembarcaron en sus costas hombres blancos, negros y amarillos; desde tiempos antiguos, los profetas habían predicho la llegada de otras razas. Ellos sabían también que los recién llegados iban a enterrar las antiguas tradiciones viviendo en esta tierra que ellos llamaban en esa época “La Isla de la Tortuga". Fue dicho también que más tarde el espíritu de los indígenas encontraría finalmente refugio a través de la unificación de las diferentes razas de esta Tierra. Pero, sólo una parte de las razas representadas tomaría conciencia de que somos una sola y única Familia.

Entonces, cualquiera sea el origen racial los guerreros del Arco Iris traerán grandes cambios y transformaciones en la manera de vivir en armonía con la creación y todos seres humanos.
Heyoehkah Merrifield, cheroqui

Esta época difícil vio nacer el comienzo de una nueva nación de seres multicolores. Las semillas de las cuatro direcciones se mezclaron para crear los primeros hijos del Arco Iris. Está escrito en el tiempo y en la memoria de los pueblos indígenas que nuestro sol se levantará de nuevo, que seremos capaces de restablecer nuestra cultura: sus artes, ciencias, matemáticas y religión. La sabiduría Maya resurgirá. Es por esta razón que nosotros, las comunidades amerindias, nos unimos otra vez para restablecer nuestra entera cultura.
Hunbatz Men, guardián heredero de la tradición maya